# ソシエダード・キミカ・イ・ミネラ・デ・チリ
ソシエダード・キミカ・イ・ミネラ・デ・チリ（直訳すればチリ鉱業化学会社、Sociedad Química y Minera de Chile、SQM）は、チリ・サンティアゴに本社を置く化学メーカーである。チリを代表する化学メーカーであり、ヨウ素やリチウムの生産を行っている。
SQMが生産している化学製品の原料の多くが、アタカマ砂漠によって産出されている。

## 歴史
SQMが誕生したのは1968年のことである。創設初期の頃はチリを構成する各州と私企業であるCompañía Nitratera Anglo Lautaro S.A.が株主であったが、その後、SQMは国営化された経験を持つ。
1983年より5カ年計画で民営化が実施、1988年に達成、1997年よりアタカマ塩湖において炭酸リチウムの生産が開始、SQMが生産するリチウムはリチウムイオン電池の電極に使用された。民営化当時のチリの独裁者であるアウグスト・ピノチェトの義理の息子フリオ・ポンセは「リチウム王」としてリチウム生産で世界最大手であるSQMの経営を長らく支配しててきた。
2018年5月、中華人民共和国の天斉リチウムはSQMの株式の24％を取得することになり、これにより世界最大級のオーストラリアの鉱山なども持つ天斉リチウムは世界のリチウム生産量の半分超を占めるとされ、同年12月に買収を完了した。また、2019年4月に筆頭株主の天斉リチウムと大株主のフリオ・ポンセはSQMの経営に関する合意を結んだ。